# Пшиленк (Підкарпатське воєводство)
Пшиленк (пол. Przyłęk) — село в Польщі, у гміні Нівіська Кольбушовського повіту Підкарпатського воєводства.
Населення — 759 осіб (2011).
У 1975-1998 роках село належало до .

## Демографія
Демографічна структура станом на 31 березня 2011 року:
|          | Загалом | Допрацездатний вік | Працездатний вік | Постпрацездатний вік |
| -------- | ------- | ------------------ | ---------------- | -------------------- |
| Чоловіки | 381     | 96                 | 249              | 36                   |
| Жінки    | 378     | 101                | 214              | 63                   |
| Разом    | 759     | 197                | 463              | 99                   |